# 卡尔夏
卡尔夏（Kharsia），是印度恰蒂斯加尔邦赖格尔县的一个城镇。总人口17387（2001年）。

## 人口
该地2001年总人口17387人，其中男性8883人，女性8504人；0—6岁人口2360人，其中男1244人，女1116人；识字率71.08%，其中男性为78.77%，女性为63.05%。